# Сорокін Геннадій Михайлович
Геннадій Михайлович Сорокін (10 лютого 1910, місто Чистополь Казанської губернії, тепер Татарстан, Російська Федерація — 25 лютого 1990, місто Москва, тепер Російська Федерація) — радянський державний діяч, заступник голови Держплану СРСР, директор Інституту економіки світової соціалістичної системи Академії наук СРСР. Професор (1964), член-кореспондент Академії наук СРСР (з 29 червня 1962 року по Відділенню економічних, філософських та правових наук (політична економія соціалізму)).

## Життєпис
Народився в багатодітній міщанській родині. Батько служив писарем на винному складі, після революції був головою повітової спілки харчовиків. Мати була домогосподаркою, пізніше працювала службовцем. Після смерті батька Геннадій Сорокін з 1921 до 1924 року виховувався у дитячому будинку, оскільки мати не могла забезпечити всіх шістьох дітей. 
У 1926 році вступив до комсомолу. У 1928 році закінчив середню школу. Після закінчення середньої школи поступив на економічний факультет Казанського державного університету, який закінчив достроково в 1931 році.
Одночасно із навчанням працював економістом планового відділу виконавчого комітету Агризької районної ради Татарської АРСР.
У 1931—1933 роках — завідувач секції Держплану Татарської АРСР.
У 1933—1936 роках навчався в трирічній аспірантурі Московського планового інституту.
У 1936—1940 роках — на науковій та педагогічній роботі в Москві. Після закінчення аспірантури та захисту кандидатської дисертації (1936) був призначений заступником завідувача кафедри народногосподарського планування Московського планового інституту. Одночасно викладав у Московському нафтовому та економічному інститутах, у 1939—1940 роках — у Військово-політичній академії імені Леніна.
Член ВКП(б) з 1939 року.
У 1940—1957 роках працював у Держплані СРСР, займав посади начальника зведеного відділу народногосподарського плану, начальника управління перспективних планів, розробляв теоретичні питання економіки на посаді вченого секретаря. У 1941—1945 роках — заступник голови Держплану СРСР. З 1946 до 1957 року — член колегії Держплану СРСР.
У 1952—1953 роках — заступник голови Держплану СРСР. Одночасно був головним редактором журналу «Плановое хозяйство», що видавався Держпланом СРСР. У 1955—1957 роках — знову заступник голови Держплану СРСР.
У 1960 році захистив докторську дисертацію на тему «Питання теорії та організації планування народного господарства».
У 1961—1969 роках — директор Інституту економіки світової соціалістичної системи Академії наук СРСР.
У 1969—1972 роках — старший науковий співробітник Інституту економіки АН СРСР.
З 1972 року — завідувач відділу соціалістичного відтворення Інституту економіки АН СРСР.
Неодноразово представляв радянську економічну науку на міжнародних нарадах та семінарах з проблем міжнародного поділу праці (Прага, 1958), народного господарства (Варшава, 1959), планування (Париж, 1960; Лейпциг, 1965), розвитку світової системи соціалізму (Прага, 1965) економічним проблемам європейських соціалістичних країн (Пловдив, 1964), соціалістичного відтворення (Будапешт, 1979); виступав із науковими доповідями у Німеччині, Італії, Монголії, Югославії, Японії та інших країнах. Читав лекції про радянську економіку та планування у Віденському університеті (1960), Австрійській східній академії (1960), Белградському університеті.
Помер 25 лютого 1990 року в Москві. Похований на Введенському цвинтарі Москви.

## Основні праці
- Планирование народного хозяйства СССР. Вопросы теории и организации, Москва, 1961
- Октябрь и мировая система социализма, Москва, 1967
- Проблемы экономической интеграции стран — членов СЭВ, Москва, 1970 (співавтор)

## Родина
Дружина — Маріам Семенівна Атлас (1912—2006), доктор економічних наук, професор; дочка Софія (1946—2008).

## Нагороди
- орден Жовтневої Революції (22.02.1980)
- два ордени Трудового Червоного Прапора
- орден Дружби народів (14.11.1980)
- медаль «За оборону Москви»
- медалі